# De grappen van Lambik 4 (nieuwe reeks)
De grappen van Lambik 4 verscheen in 2005.
Dit album is het eerste nieuw geschreven album van de reeks De grappen van Lambik.  Het verscheen op 20 april 2005.  Volgens de meeste aankondigingen moest het verschijnen in maart, maar om onbekende redenen verscheen het een maand later.
De eerste drie delen van de reeks waren heruitgaven van 1-paginagags uit de periode 1955-1962.  De gags werden voor het eerst uitgegeven in het weekblad De Bond.  Hierna schakelde men over naar gloednieuwe grappen.
De grappen zijn veel moderner en de tekenstijl komt vertrouwder over. Het hele tekenteam bedacht de grappen, maar de uiteindelijke scenario's werden geschreven door Peter Van Gucht. Het tekenwerk werd verzorgd door Marc Verhaegen en Walter Van Gasse.
In deze strip wordt Sézar vervangen door Jerom, en komen de familie Snoek, Tobias en Theofiel Boemerang niet meer voor. Professor Barabas en Arthur, Lambiks broer zijn de nieuwe personages.
Hier volgt een lijst van wie meespeelt in hoeveel gags.
- Lambik: 36
- Jerom: 17
- Tante Sidonia: 7
- Suske: 3
- Wiske: 3
- Professor Barabas: 2
- Arthur: 2